# Tom Lenk
Thomas Loren Lenk, né le 16 juin 1976 à Westlake Village, est un acteur américain.

## Biographie
Tom Lenk est né le 16 juin 1976 à Westlake Village. Ses parents sont Pam et Fred Lenk, tous deux enseignants.
Il va au lycée de Camarillo puis obtient un diplôme de lettres à UCLA.

### Vie privée
Il a publiquement fait part de son homosexualité.

## Carrière
Devenu acteur, il accède à la notoriété grâce à son rôle récurrent d'Andrew Wells, personnage geek servant d'élément comique dans les deux dernières saisons de la série télévisée Buffy contre les vampires de 2001 à 2003.
Il fait par la suite des apparitions comme vedette invitée dans plusieurs autres séries télévisées populaires (Six Feet Under, Dr House, How I Met Your Mother, Nip/Tuck) et joue de petits rôles dans des films à succès comme Transformers (2007), Argo (2012) et La Cabane dans les bois (2012).
Il joue également dans plusieurs pièces de théâtre et comédies musicales de Broadway dont Rock of Ages.
En 2013, il obtient un rôle récurrent dans la série télévisée Witches of East End. Mais la série est annulée l'année suivante.

## Filmographie

### Cinéma

#### Longs métrages
- 1997 : Boogie Nights de Paul Thomas Anderson : Le fils de Floyd
- 2000 : And Then Came Summer de Jeff London : Un homme ivre
- 2004 : Straight-Jacket de Richard Day : Teddy
- 2005 : Window Theory d'Andrew Putschoegl : Sean
- 2006 : Sexy Movie (Date Movie) d'Aaron Seltzer : Frodon
- 2006 : The Thirst de Jeremy Kasten : Kronos
- 2007 : Le Nombre 23 (The Number 23) de Joel Schumacher : Le libraire
- 2007 : Transformers de Michael Bay : L'analyste
- 2007 : Boogeyman 2 de Jeff Betancourt : Perry
- 2008 : Trailer Park of Terror de Steven Goldmann : Floyd
- 2010 : Les Hommes de mes rêves (My Girlfriend's Boyfriend) de Daryn Tufts : David Young
- 2011 : God Bless America de Bobcat Goldthwait : Un organisateur de la fête
- 2012 : La Cabane dans les bois (The Cabin in the Woods) de Drew Goddard : Ronald, le stagiaire
- 2012 : Argo de Ben Affleck : Le journaliste de Variety
- 2012 : Beaucoup de bruit pour rien (Much Ado About Nothing) de Joss Whedon : Vergès
- 2014 : Such Good People de Stewart Wade : Logan
- 2016 : Namour d'Heidi Saman : Frances
- 2017 : Last Meal de Lula Fotis : Sean
- 2021 : Barb and Star Go to Vista Del Mar de Josh Greenbaum : Arnie

#### Courts métrages
- 1999 : Boy Next Door de Carl Pfirman : Chris
- 2005 : Loretta de Mike Gutridge : Billy
- 2007 : Border Patrol de Josh Greenbaum : Wandell Guebler
- 2007 : Walking for the Stars : The Foley Artistry of Nancy Anne Cianci de Josh Greenbaum : Mike Rotch
- 2011 : Hello Caller d'Andrew Putschoegl : L'homme
- 2012 : Christmas Is Ruined d'Andrew Putschoegl : Herman
- 2018 : Sleep Away de Tyler Graham Pavey : Chef Preston
- 2018 : Finding The Asshole : Chapter 2 de Melissa Stephens : Brett

### Télévision

#### Séries télévisées
- 2000 : Amy : Alan Higgins
- 2000 - 2003: Buffy contre les vampires (Buffy the Vampire Slayer) : Cyrus / Andrew Wells
- 2001 : Popular : Un jeune homme
- 2004 : Angel : Andrew Wells
- 2004 : Six Feet Under : Le jeune poète
- 2004 : Joey : Thomas
- 2005 : Dr House (House M.D) : Allen
- 2006 : How I Met Your Mother : Scott, un serveur au Cosa Coffee
- 2008 : Eli Stone : L'assistant de WPK
- 2008 : Samantha qui ? (Samantha Who?) : L'employé du café
- 2008 : Do Not Disturb : Victor
- 2009 : Nip/Tuck : Corey
- 2009 : Trust Me : Un homme
- 2011 : Greek : Le guide touristique
- 2011 : Psych : Enquêteur malgré lui (Psych) : Lucien
- 2013 - 2014 : Witches of East End : Hudson Rafferty
- 2014 : Episodes : Le publiciste
- 2014 : Spooked : Matt
- 2015 : Bones : Chris Winfelder
- 2016 : Transparent : Trevor
- 2016 : Good Girls Revolt : Malcolm
- 2016 : I Like You Just the Way I Am : Olli
- 2017 : Bienvenue chez les Huang (Fresh Off the Boat) : Roger
- 2017 : Hyperlinked : Le styliste
- 2018 : Workin' Moms : Demitre
- 2018 : American Housewife : Marshall Granville
- 2018 : Room 104 : Matty
- 2018 : Another Period : Le mari
- 2019 : EastSiders : Collin
- 2019 : Bajillion Dollar Propertie$ : Brandoon
- 2020 : NCIS : Nouvelle-Orléans (NCIS : New Orleans) : Kevin McCable
- 2021 : American Horror Stories : Tim Williams
- 2021 : Heartbeats : Dr Victor Boctor
- 2021 : Batwoman : Charlie Clarke
- 2022 : NCIS : Hawai'i : Carter Dunlap
- 2022 : Dead End : Le parc du paranormal (Dead End : Paranormal Park) : Hox (voix)
- 2022 : Headless : A Sleepy Hollow Story : Jonathan Oldstyle

#### Téléfilm
- 2013 : La Fiancée des neiges (Snow Bride) de Bert Kish : Wesley Sharp

### Clip
- 1999 : The Offspring - The Kids Aren't Alright : Un adolescent